# مدرسه حلاویه
مدرسه حلاویه (عربی: المدرسة الحلاویة) مدرسه تاریخی در حلب، سوریه است.